# Ризоновер, Диона
Диона Ризоновер (англ. Diona Reasonover; род. 6 января 1992, Детройт, Мичиган, США) — американская актриса, наиболее известная благодаря ролям Шармейн Эсковиц в мини-сериале «Парикмахерская» и Кейси Хайнс в сериале «Морская полиция: Спецотдел».

## Ранние годы
Ризоновер родилась и выросла в Детройте, Мичиган. Она училась в государственной средней школе Renaissance High School. В школьные годы она выступала на сцене детройтского молодёжного театра Mosaic, членами которого были более ста подростков, выступавших как в Детройте, так и за рубежом. Во время учёбы в школе она также подрабатывала бариста.
Ризоновер училась в Оберлинском колледже и получила степень бакалавра в области театра и танца. Также она получила степень магистра изящных искусств в области актёрского мастерства Калифорнийского института искусств.

## Карьера
В 2010 году Ризоновер участвовала в гипертеатрализованном шоу HYPERBOLE: origins в театре Форда в составе арт-коллектива Rogue Artists Ensemble из Лос-Анджелеса.
В 2011 году Ризоновер играла в пьесе Лидии Р. Даймонд Stick Fly на сцене театра Mo’olelo Performing Arts Company в Сан-Диего, исполнив роль Шерил, дочери горничной, чья жизнь кардинально изменилась во время обучения в престижной школе. Театральный обозреватель The North County Times назвал её выступление «превосходным» и отметил, что её персонаж «умный, гордый и легкоранимый, и отвечает за большую часть комического в пьесе». Рецензент San Diego Examiner назвал Ризоновер «грозной силой, с которой нужно считаться». Рецензент The San Diego Union-Tribune назвал её выступление «сдержанно пламенным». На десятой ежегодной премии Craig Noel Awards Ризоновер получила награду «За театральное совершенство».
Ризоновер — член импровизационной комедийной труппы Upright Citizens Brigade, которая выступает в Лос-Анджелесе. Она гордится тем, что является частью импровизационной команды, полностью состоящей из женщин-афроамериканок.
В 2015 году Ризоновер снялась в роли Шармейн Эсковиц в мини-сериале «Парикмахерская», при работе над персонажем она скопировала некоторые черты характера своей сестры Элизы. В том же году она озвучила Мэри-Энн в эпизоде мультсериала Doris & Mary-Anne Are Breaking Out of Prison.
В 2018 году Ризоновер появилась в роли Кейси Хайнс в трёх эпизодах сериала канала CBS «Морская полиция: Спецотдел». После ухода Поли Перретт из сериала Диона получила в нём регулярную роль.

## Личная жизнь
В 2018 году Ризоновер вступила в брак с актрисой Патришей Виллетто.

## Фильмография
| Год       |     | Русское название           | Оригинальное название                        | Роль                              |
| --------- | --- | -------------------------- | -------------------------------------------- | --------------------------------- |
| 2011      | кор | —                          | Eco-Tamps: Reusable Tampons                  | лидер                             |
| 2012      | кор | —                          | F*ck Your Friends!                           | лучшая подруга                    |
| 2012      | кор | —                          | Assist                                       | Велма                             |
| 2014      | кор | —                          | Swadhisthana                                 | Алани Фергюсон                    |
| 2014      | тф  | —                          | NBC Untitled Sketch Comedy Pilot             | н/д                               |
| 2015      | тф  | —                          | No More Bieber                               | Диона                             |
| 2015      | мс  | —                          | Doris & Mary-Anne Are Breaking Out of Prison | Мэри-Энн                          |
| 2015      | с   | Парикмахерская             | Clipped                                      | Шармейн Эсковиц                   |
| 2015      | с   | Пиф-паф комедия            | Comedy Bang! Bang!                           | продавщица                        |
| 2015      | с   | Истории Райли              | Girl Meets World                             | сестра Мэри Бет                   |
| 2015      | кор | —                          | The Standoff                                 | Джейми                            |
| 2016      | с   | Супермаркет                | Superstore                                   | хозяйка питомца                   |
| 2016      | с   | Две девицы на мели         | 2 Broke Girls                                | Беки                              |
| 2016      | тф  | —                          | Charity Case                                 | Кара                              |
| 2017      | ф   | Ночные охранники           | The Night Watchmen                           | Пенни                             |
| 2017      | с   | —                          | Drive Share                                  | водитель                          |
| 2017      | ф   | Клакер                     | The Clapper                                  | продюсер «Теории Большого взрыва» |
| 2017      | с   | Очевидное                  | Transparent                                  | второй импровизатор               |
| 2017      | с   | —                          | Do You Want to See a Dead Body?              | Жюли                              |
| 2017      | тф  | —                          | Relatively Happy                             | Сидни                             |
| 2017—2019 | с   | Человек будущего           | Future Man                                   | Эстель Крониш                     |
| 2018      | с   | Грейс и Фрэнки             | Grace & Frankie                              | Энн Рейнс                         |
| 2018—2021 | с   | Морская полиция: Спецотдел | NCIS                                         | Кейси Хайнс                       |
| 2020      | ф   | —                          | Film Fest                                    | Алекс Дейвис                      |
| 2021      | мс  | Ничего не происходит       | No Activity                                  | н/д                               |